# Bitwa pod Baltimore
Bitwa pod Baltimore w czasie wojny brytyjsko-amerykańskiej 1812 roku odbyła się w dniach 12 do 13 września 1814, pod miastem Baltimore.

## Podłoże
W Baltimore, jednym z największym portów amerykańskich, brytyjska blokada uwięziła znaczną liczbę statków i okrętów amerykańskich. Liczba ta stale się powiększała, gdyż w czasie wojny Amerykanie budowali nowe jednostki. Bliska ukończenia była 44-działowa fregata USS „Java”, której włączenie do floty mogło doprowadzić do przełamania blokady. W tym samym czasie miasto przepełnione było towarami, czekającymi na wywóz do Europy. Dla Brytyjczyków zdobycie miasta wiązało by się z cennymi łupami, zażegnaniem niebezpieczeństwa zmiany sytuacji na morzach oraz przechyleniem szali zwycięstwa wojny na swoją stronę.

## Bitwa
11 września około 3 tysięcy żołnierzy przetransportowano statkami do North Point i rozlokowano wokół Fortu McHenry, na którym skupiła się obrona amerykańska. 13 września rozpoczęło się bombardowanie fortu. Salwy armatnie oddawane z okrętów stojących nieopodal brzegu zasypywały gradem pocisków umocnienia. Amerykanie, dowodzeni przez komodora Johna Rodgersa, byli jednak dobrze do bitwy przygotowani. Na wałach zainstalowana była bateria 32-funtowych dział, która odpowiadała na ogień rażąc brytyjską flotę (śmierć poniósł głównodowodzący brytyjski, generał Robert Ross). Po niemal dwóch dniach intensywnego ostrzału, kiedy to każda ze stron oddała od 1500 do 1800 salw artyleryjskich brytyjska flota oddaliła się poza pole rażenia. Brytyjczycy widząc niepowodzenia wycofali wojska lądowe, które zostały zaokrętowane i odpłynęli do Kanady.

## Hymn narodowy USA
Wczesnym rankiem, obserwując bitwę z brytyjskiego okrętu, Francis Scott Key zobaczył ogromny sztandar amerykański. Nikt nie spodziewał się, że przetrwa angielski ostrzał. Widok tak go wzruszył, że napisał wiersz, który jest dzisiaj hymnem Stanów Zjednoczonych.